# EPrix van Mexico-Stad 2022
De ePrix van Mexico-Stad 2022 werd gehouden op 12 februari 2022 op het Autódromo Hermanos Rodríguez. Dit was de derde race van het achtste Formule E-seizoen.
De race werd gewonnen door Porsche-coureur Pascal Wehrlein, die startend vanaf pole position zijn eerste Formule E-race won. Zijn teamgenoot André Lotterer eindigde als tweede, terwijl Techeetah-coureur Jean-Éric Vergne als derde finishte.

## Kwalificatie

### Groepsfase
De top vier uit iedere groep kwalificeerde zich voor de knockoutfase.
Groep A
| Pos | No | Coureur             | Team             | Tijd     |
| --- | -- | ------------------- | ---------------- | -------- |
| 1   | 36 | André Lotterer      | Porsche          | 1:07.675 |
| 2   | 48 | Edoardo Mortara     | Venturi-Mercedes | 1:07.784 |
| 3   | 25 | Jean-Éric Vergne    | Techeetah-DS     | 1:07.955 |
| 4   | 5  | Stoffel Vandoorne   | Mercedes         | 1:08.001 |
| 5   | 22 | Maximilian Günther  | e.dams-Nissan    | 1:08.087 |
| 6   | 28 | Oliver Askew        | Andretti-BMW     | 1:08.110 |
| 7   | 11 | Lucas di Grassi     | Venturi-Mercedes | 1:08.129 |
| 8   | 30 | Oliver Rowland      | Mahindra         | 1:08.139 |
| 9   | 23 | Sébastien Buemi     | e.dams-Nissan    | 1:08.230 |
| 10  | 7  | Sérgio Sette Câmara | Dragon-Penske    | 1:08.256 |
| 11  | 3  | Oliver Turvey       | NIO              | 1:08.691 |

Groep B
| Pos | No | Coureur                | Team          | Tijd     |
| --- | -- | ---------------------- | ------------- | -------- |
| 1   | 94 | Pascal Wehrlein        | Porsche       | 1:07.780 |
| 2   | 13 | António Félix da Costa | Techeetah-DS  | 1:07.801 |
| 3   | 4  | Robin Frijns           | Envision-Audi | 1:07.811 |
| 4   | 17 | Nyck de Vries          | Mercedes      | 1:07.900 |
| 5   | 37 | Nick Cassidy           | Envision-Audi | 1:07.904 |
| 6   | 9  | Mitch Evans            | Jaguar        | 1:07.914 |
| 7   | 29 | Alexander Sims         | Mahindra      | 1:07.938 |
| 8   | 27 | Jake Dennis            | Andretti-BMW  | 1:08.042 |
| 9   | 10 | Sam Bird               | Jaguar        | 1:08.174 |
| 10  | 99 | Antonio Giovinazzi     | Dragon-Penske | 1:08.343 |
| 11  | 33 | Dan Ticktum            | NIO           | 1:08.561 |

### Knockoutfase
De combinatie letter/cijfer staat voor de groep waarin de betreffende coureur uitkwam en de positie die hij in deze groep behaalde.
|  | Kwartfinale            | Kwartfinale     |                  |          | Halve finale | Halve finale |  |  | Finale | Finale |
|  |                        |                 |                  |          |              |              |  |  |        |        |
|  |                        |                 |                  |          |              |              |  |  |        |        |
|  | B4-A1                  |                 |                  |          |              |              |  |  |        |        |
|  |                        |                 |                  |          |              |              |  |  |        |        |
|  | Nyck de Vries          | 1:07.367        |                  |          |              |              |  |  |        |        |
|  | Nyck de Vries          | 1:07.367        | K1-K2            |          |              |              |  |  |        |        |
|  | André Lotterer         | 1:07.103        |                  |          |              |              |  |  |        |        |
|  | André Lotterer         | 1:07.103        | André Lotterer   | 1:07.295 |              |              |  |  |        |        |
|  | B3-A2                  |                 | André Lotterer   | 1:07.295 |              |              |  |  |        |        |
|  |                        | Edoardo Mortara | 1:07.228         |          |              |              |  |  |        |        |
|  | Robin Frijns           | Edoardo Mortara | 1:07.228         | 1:07.672 |              |              |  |  |        |        |
|  | Robin Frijns           |                 | H1-H2            | 1:07.672 |              |              |  |  |        |        |
|  | Edoardo Mortara        | 1:07.263        |                  |          |              |              |  |  |        |        |
|  | Edoardo Mortara        | 1:07.263        | Edoardo Mortara  | 1:07.373 |              |              |  |  |        |        |
|  | A3-B2                  |                 | Edoardo Mortara  | 1:07.373 |              |              |  |  |        |        |
|  |                        | Pascal Wehrlein | 1:07.100         |          |              |              |  |  |        |        |
|  | Jean-Éric Vergne       | Pascal Wehrlein | 1:07.100         | 1:07.347 |              |              |  |  |        |        |
|  | Jean-Éric Vergne       | K3-K4           |                  | 1:07.347 |              |              |  |  |        |        |
|  | António Félix da Costa | 1:07.358        |                  |          |              |              |  |  |        |        |
|  | António Félix da Costa | 1:07.358        | Jean-Éric Vergne | 1:07.366 |              |              |  |  |        |        |
|  | A4-B1                  |                 | Jean-Éric Vergne | 1:07.366 |              |              |  |  |        |        |
|  |                        | Pascal Wehrlein | 1:07.035         |          |              |              |  |  |        |        |
|  | Stoffel Vandoorne      | Pascal Wehrlein | 1:07.035         | 1:07.719 |              |              |  |  |        |        |
|  | Stoffel Vandoorne      |                 |                  | 1:07.719 |              |              |  |  |        |        |
|  | Pascal Wehrlein        | 1:07.299        |                  |          |              |              |  |  |        |        |
|  | Pascal Wehrlein        | 1:07.299        |                  |          |              |              |  |  |        |        |

### Startopstelling
| Pos | No | Coureur                | Team             |
| --- | -- | ---------------------- | ---------------- |
| 1   | 94 | Pascal Wehrlein        | Porsche          |
| 2   | 48 | Edoardo Mortara        | Venturi-Mercedes |
| 3   | 36 | André Lotterer         | Porsche          |
| 4   | 25 | Jean-Éric Vergne       | Techeetah-DS     |
| 5   | 13 | António Félix da Costa | Techeetah-DS     |
| 6   | 17 | Nyck de Vries          | Mercedes         |
| 7   | 4  | Robin Frijns           | Envision-Audi    |
| 8   | 5  | Stoffel Vandoorne      | Mercedes         |
| 9   | 37 | Nick Cassidy           | Envision-Audi    |
| 10  | 22 | Maximilian Günther     | e.dams-Nissan    |
| 11  | 9  | Mitch Evans            | Jaguar           |
| 12  | 28 | Oliver Askew           | Andretti-BMW     |
| 13  | 29 | Alexander Sims         | Mahindra         |
| 14  | 11 | Lucas di Grassi        | Venturi-Mercedes |
| 15  | 27 | Jake Dennis            | Andretti-BMW     |
| 16  | 30 | Oliver Rowland         | Mahindra         |
| 17  | 10 | Sam Bird               | Jaguar           |
| 18  | 23 | Sébastien Buemi        | e.dams-Nissan    |
| 19  | 99 | Antonio Giovinazzi     | Dragon-Penske    |
| 20  | 7  | Sérgio Sette Câmara    | Dragon-Penske    |
| 21  | 33 | Dan Ticktum            | NIO              |
| 22  | 3  | Oliver Turvey          | NIO              |

## Race
| Pos | No | Coureur                | Team             | Rondes | Tijd/Oorzaak uitval | Grid | Punten |
| --- | -- | ---------------------- | ---------------- | ------ | ------------------- | ---- | ------ |
| 1   | 94 | Pascal Wehrlein        | Porsche          | 40     | 47:20.404           | 1    | 28     |
| 2   | 36 | André Lotterer         | Porsche          | 40     | +0.302              | 3    | 18     |
| 3   | 25 | Jean-Éric Vergne       | Techeetah-DS     | 40     | +9.051              | 4    | 15     |
| 4   | 13 | António Félix da Costa | Techeetah-DS     | 40     | +9.975              | 5    | 12     |
| 5   | 48 | Edoardo Mortara        | Venturi-Mercedes | 40     | +18.356             | 2    | 10     |
| 6   | 17 | Nyck de Vries          | Mercedes         | 40     | +19.020             | 6    | 9      |
| 7   | 4  | Robin Frijns           | Envision-Audi    | 40     | +20.232             | 7    | 6      |
| 8   | 23 | Sébastien Buemi        | e.dams-Nissan    | 40     | +23.394             | 18   | 4      |
| 9   | 22 | Maximilian Günther     | e.dams-Nissan    | 40     | +26.497             | 10   | 2      |
| 10  | 27 | Jake Dennis            | Andretti-BMW     | 40     | +26.829             | 15   | 1      |
| 11  | 5  | Stoffel Vandoorne      | Mercedes         | 40     | +27.086             | 8    |        |
| 12  | 11 | Lucas di Grassi        | Venturi-Mercedes | 40     | +27.525             | 14   |        |
| 13  | 37 | Nick Cassidy           | Envision-Audi    | 40     | +28.794             | 9    |        |
| 14  | 3  | Oliver Turvey          | NIO              | 40     | +32.978             | 22   |        |
| 15  | 10 | Sam Bird               | Jaguar           | 40     | +35.677             | 17   |        |
| 16  | 30 | Oliver Rowland         | Mahindra         | 40     | +36.047             | 16   |        |
| 17  | 28 | Oliver Askew           | Andretti-BMW     | 40     | +36.395             | 12   |        |
| 18  | 33 | Dan Ticktum            | NIO              | 40     | +44.607             | 21   |        |
| 19  | 9  | Mitch Evans            | Jaguar           | 40     | +1:02.458           | 11   |        |
| 20  | 7  | Sérgio Sette Câmara    | Dragon-Penske    | 40     | +1:21.406           | 20   |        |
| DNF | 99 | Antonio Giovinazzi     | Dragon-Penske    | 7      | Uitgevallen         | 19   |        |
| DNF | 29 | Alexander Sims         | Mahindra         | 1      | Technisch           | 13   |        |

## Tussenstanden wereldkampioenschap

### Coureurs
| Positie | No. | Rijder                 | Team             | Punten |
| ------- | --- | ---------------------- | ---------------- | ------ |
| 01      | 48  | Edoardo Mortara        | Venturi-Mercedes | 43     |
| 02      | 17  | Nyck de Vries          | Mercedes         | 38     |
| 03      | 94  | Pascal Wehrlein        | Porsche          | 30     |
| 04      | 36  | André Lotterer         | Porsche          | 30     |
| 05      | 5   | Stoffel Vandoorne      | Mercedes         | 28     |
| 06      | 25  | Jean-Éric Vergne       | Techeetah-DS     | 27     |
| 07      | 27  | Jake Dennis            | Andretti-BMW     | 26     |
| 08      | 11  | Lucas di Grassi        | Venturi-Mercedes | 25     |
| 06      | 4   | Robin Frijns           | Envision-Audi    | 24     |
| 10      | 13  | António Félix da Costa | Techeetah-DS     | 12     |

### Constructeurs
| Positie | Team             | Punten |
| ------- | ---------------- | ------ |
| 01      | Venturi-Mercedes | 68     |
| 02      | Mercedes         | 66     |
| 03      | Porsche          | 60     |
| 04      | Techeetah-DS     | 39     |
| 05      | Envision-Audi    | 31     |
| 06      | Andretti-BMW     | 28     |
| 07      | Jaguar           | 13     |
| 08      | e.dams-Nissan    | 06     |
| 09      | Mahindra         | 04     |
| 10      | NIO              | 0      |